# وريد شرسوفي سطحي
الوريد الشرسوفي السطحي أو وريد فوق معدي هو الوريد الذي ينتقل مع الشريان الشرسوفي السطحي. يتحد مع  وريد الصفن الإضافي بالقرب من الحفرة البيضاوية.

## صور إضافية

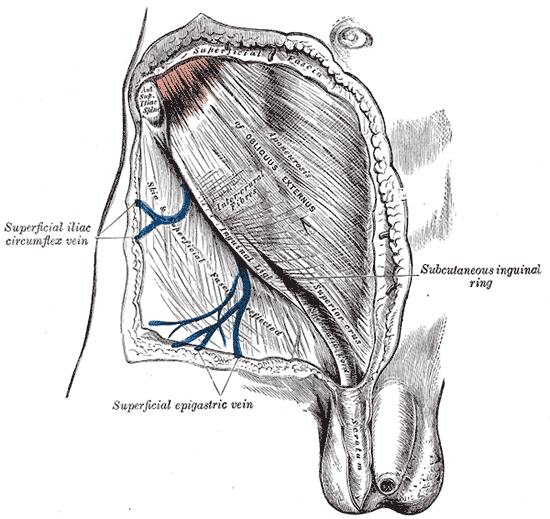
الحلقة الأربية تحت الجلد.
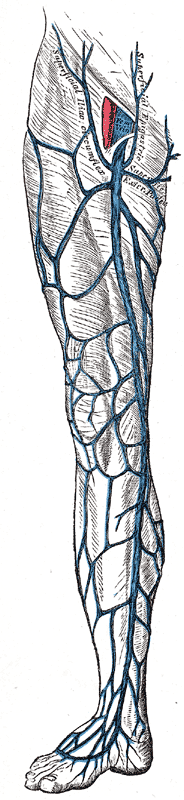
الوريد الصافن الكبير وروافده.
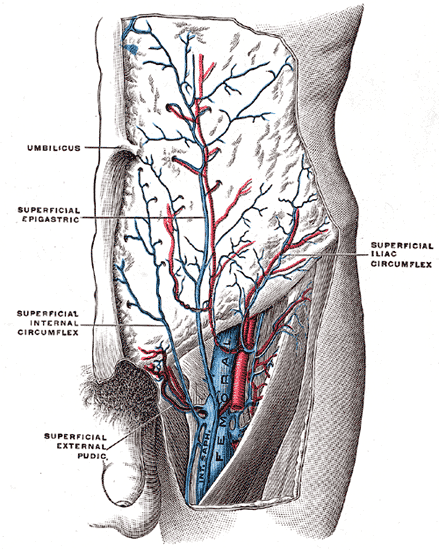
الوريد الفخذي وروافده.
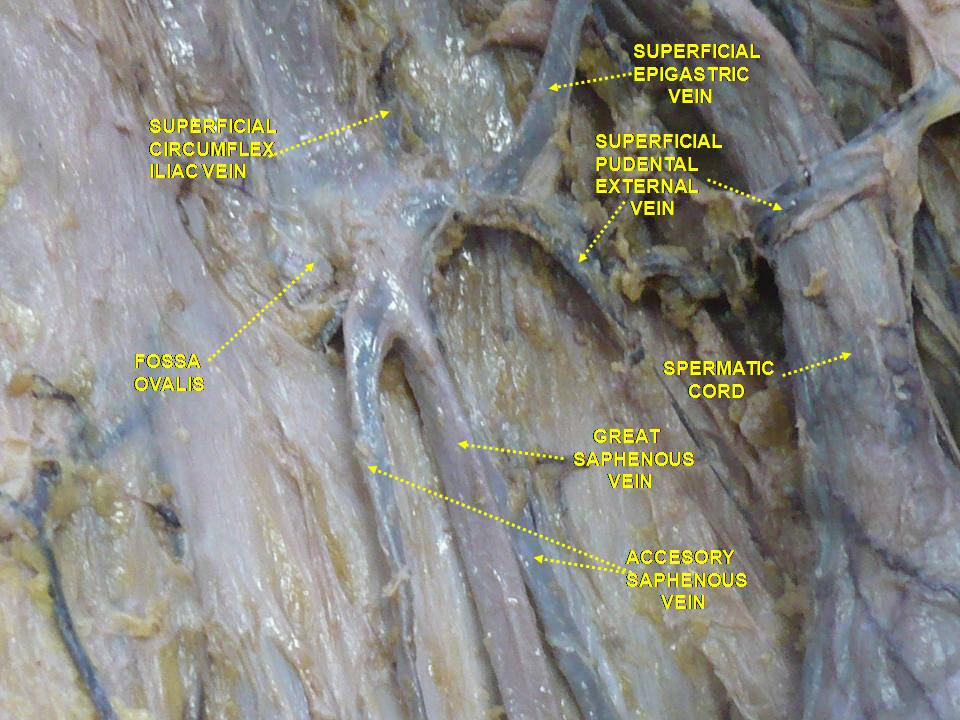
تشريح سطحي لأوردة  الأطراف السفلية.

## روابط خارجية
- صور تشريحية:35:02-0100 في مركز داونستيت الطبي التابع لجامعة نيويورك - "Anterior Abdominal Wall: Blood Vessels in the Superficial Fascia"
- صور تشريحيَّة:7131 على موقع مركز سوني دونستات الطبي.